# 山口寛明
山口 寛明（やまぐち ひろあき）は、NHKのアナウンサー。

## 経歴・人物
東京都出身。青山学院大学国際政治経済学部卒業。
2011年NHK入局。
2021年12月より国際放送局に異動し、英語で主に国内外の外国人を対象にした国際放送に携わってゆくことになった。ただし、総合テレビのニュース番組にも、一部出演している。

## 現在の担当番組
- NHK NEWSLINE（NHKワールドTV、2021年12月 - ）
- ニュース645（総合テレビ・関東・山梨ローカル、不定期）
- ニュース・気象情報（総合テレビ・全国・不定期）

## 過去の担当番組
長崎放送局時代（2011年度 - 2014年度）
- 土曜スタジオパーク（2011年5月21日） - 新人お披露目
- 長崎県のニュース・中継・リポート
- 着信御礼!ケータイ大喜利 （2012年9月2日）
- ひるブラ（2014年12月8日、9日）

松江放送局時代（2015年度 - 2018年度）　　
- しまねっとNEWS610 キャスター（2015年3月30日 - 2019年3月29日）
- 島根県のニュース
- Nスペ5min.  シリーズ  MEGA CRISIS  巨大危機  ~脅威と闘う者たち~ 第1集（ナレーション・2016年9月3日）
- アイデア対決・全国高等専門学校ロボットコンテスト2018中国地区大会（実況：2018年12月21日）

松山放送局時代（2019年度 - 2021年11月）
- おはようえひめ（キャスター）
- おはよう四国[注釈 1]
- 愛媛県・四国地方のニュース・中継・リポート
- 特集・四国を読む
  - 「風船爆弾のこと」（2019年8月12日)
  - 海酒（2020年4月29日）
- 「ら♪ら♪ら♪ラジオです ラジオ3局合同特別番組 」（2020年3月6日、2021年3月5日）
- しろくまピース20歳 完全版（サブナレーション・2020年4月25日）
- NHKニュースおはよう日本（ニュースリーダー、2021年8月23日 - 27日）[注釈 2]

国際放送局時代（2021年12月 - ）
- NHKニュース（総合テレビの全国向け）（キャスター、不定期）